# Lo Vernet (País de Foix)
Le Vernet és un municipi francès, situat al departament de l'Arieja i a la regió d'Occitània. És conegut per tenir-hi el Camp de Vernet, un camp de concentració construït l'any 1918. Al final de la Guerra Civil Espanyola van internar-s'hi molts exiliats de la retirada. Durant la Segona Guerra Mundial molts dels considerats «estrangers indesitjables» per les autoritats de la França de Vichy van ser-hi internats, incloent altres refugiats de guerra europeus i jueus, que després serien deportats a camps de treball nazis o a camps d'extermini.